# Gyógytea

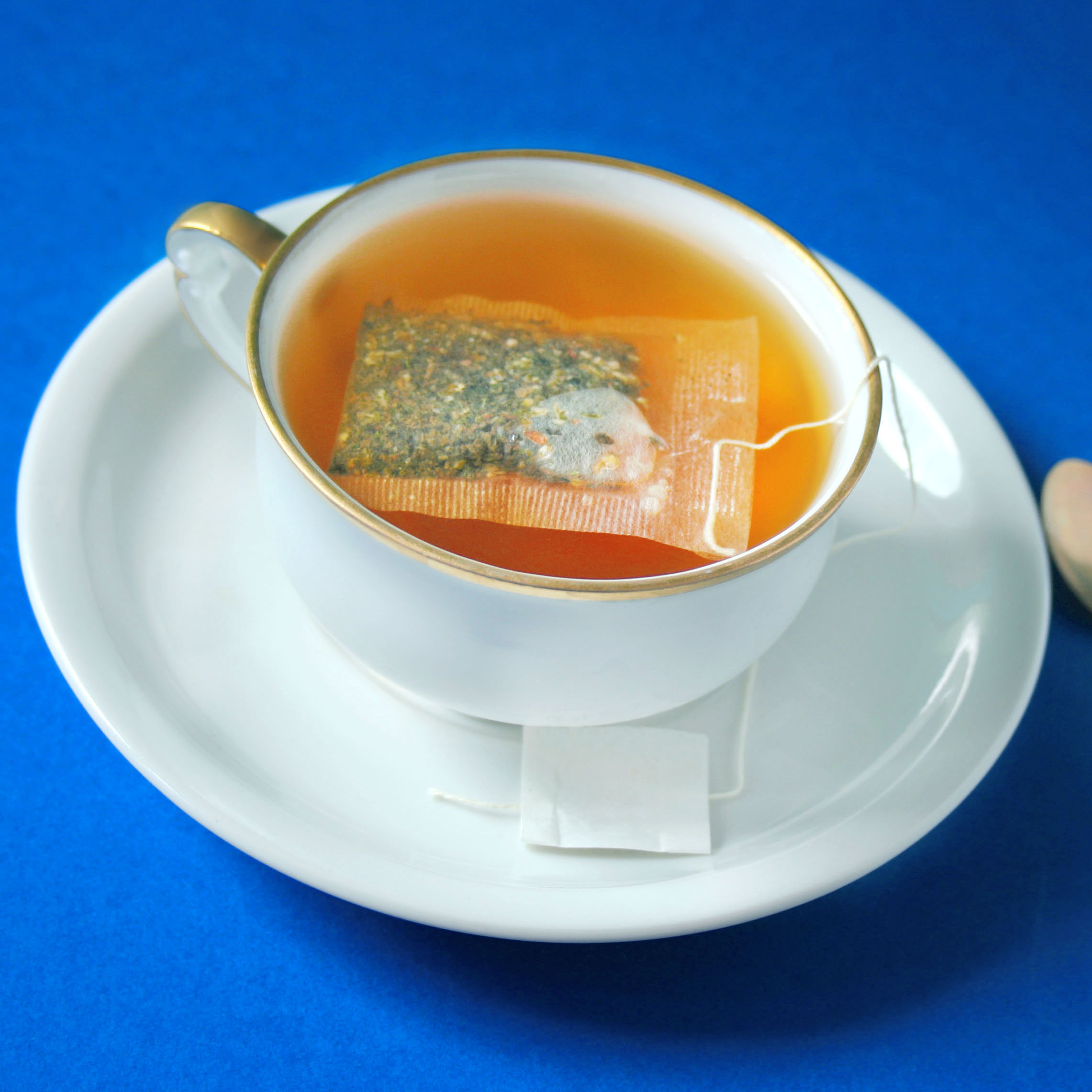
Gyógytea

Gyógyteának nevezzük a forró vízzel felöntött gyógynövényekből álló italt.
A gyógynövényekből nemcsak gyógyszereket, hanem többféle módon felhasználható teákat, teakeverékeket is készítenek. A gyógynövény-szaküzletekben és a gyógyszertárakban ismert hatású speciális teakeverékek kaphatók. A betegtájékoztatóban feltüntetik az elkészítés és az alkalmazás módját, valamint az összetételt, de használatukat célszerű a családorvossal megbeszélni.
A csak egyféle gyógynövényt tartalmazó csomagolásokban (natúr gyógyteák) tájékoztató nem mindig található, ezért ezeket inkább az egészséget javító, úgynevezett élvezeti cikknek kell tekinteni. Kellő jártassággal teakeverékek is készíthetők belőlük, azonban ügyelni kell azok összetételére, az elkészítés körülményeire és az alkalmazás módjára, mert a nem szakszerűen összeállított vagy elkészített keverékek hatóanyag-tartalma nagymértékben csökkenhet vagy el is veszhet (csalán, nagyezerjófű, hársfavirág, kamilla stb.).

## Külső hivatkozások
- A gyógytea elkészítése Archiválva 2010. január 21-i dátummal a Wayback Machine-ben